# Die Geschichte von der Gänseprinzessin und ihrem treuen Pferd Falada
Die Geschichte von der Gänseprinzessin und ihrem treuen Pferd Falada ist ein DEFA-Märchenfilm, der unter der Regie von Konrad Petzold entstand und 1989 uraufgeführt wurde. Der vom DEFA-Studio für Spielfilme produzierte Film beruht auf dem Märchen Die Gänsemagd der Brüder Grimm.

## Handlung
Das Königreich, in das Prinzessin Aurinia hineingeboren wird, kommt dem Nachbarkönigreich von König Ewald zur Hilfe, das von einem wilden Reitervolk angegriffen wird. Gemeinsam gelingt es den beiden Königen, das Reitervolk zu besiegen. Aus Wut erschlägt der Reiterkönig seine Frau und will auch seine neugeborene Tochter Liesa ermorden, als Aurinias Vater eingreift. Bei der Rettung des Babys wird er von einem Pfeil getroffen. Im Sterben verspricht er König Ewald, dass Ewalds Sohn Ivo seine Tochter Aurinia heiratet. Liesa wächst an der Seite von Aurinia am Königshof auf und ist trotz der gleichen Erziehung neidisch auf Aurinia, die magische Kräfte hat und den Wind kontrollieren kann.
Als Prinzessin Aurinia alt genug zum Heiraten ist, begibt sie sich in Begleitung ihrer Ziehschwester Liesa – die sich listig als Magd angeboten hat – und einem Soldaten zum Schloss des Königs Ewald ins Nachbarreich, um dort dem Wunsch ihres Vaters gemäß den Prinzen Ivo zu heiraten. Bei sich hat Aurinia einen Becher, der sich von selbst mit Wein füllt, ein Tuch mit drei Blutstropfen und das treue Pferd Falada, das einst ihrem Vater gehört hat. Alle drei Wunderdinge hat ihr die Mutter mitgegeben, um sie als die echte Prinzessin auszuweisen.
Auf der Reise gelingt es Liesa, sowohl den Kelch, das Tuch und das Pferd an sich zu nehmen, als auch Aurinia zum Tausch ihrer Rollen zu zwingen. Auch den Soldaten schaltet sie mittels eines der Zauberbluttropfen auf dem Tuch aus. Am Hof des Prinzen Ivo angekommen, gibt sie sich als zukünftige Braut aus. Ivo hingegen fühlt sich vom ersten Moment an zu der vermeintlichen Magd Aurinia hingezogen. Das Pferd Falada droht durch die Zuneigung zu seiner Herrin Aurinia die falsche Prinzessin zu entlarven, wird jedoch getötet. Auf Liesas Befehl hin nagelt man den Pferdekopf über ein Tor, durch das die zur Gänsemagd degradierte Aurinia jeden Tag gehen muss. Diese hütet nun täglich zusammen mit dem Hirtenjungen Kürdchen die Gänse und vertraut dabei ihren Kummer dem sprechenden Pferdekopf an. Neugierig geworden versucht Kürdchen, mehr über sie zu erfahren, aber sie hält ihn mit Hilfe des Windes auf Abstand.
Die herrische, kaltherzige und überhebliche Liesa stößt bei Hofe alle vor den Kopf. Dennoch wird die Hochzeit des Prinzen Ivo mit Liesa vorbereitet. Diese versucht durch eine Intrige, auch noch Aurinia loszuwerden. Aurinia landet im Kerker, aus dem sie von Prinz Ivo befreit wird. König Ewald erwischt beide und stellt Ivo vor die Wahl: Prinz bleiben und Liesa heiraten, die er für die rechte Braut hält, oder mit Aurinia zusammenzusein und stattdessen Prinz über die Gänsewiese sein. Ivo zieht mit Aurinia von dannen.
Am Tag der Hochzeit stellt der inzwischen misstrauisch gewordene König Ewald Liesa vor die Aufgabe, als vermeintlich künftige Königin Recht zu sprechen. Liesa nimmt an, dass sie das Urteil über Aurinia sprechen solle und fordert eine besonders harte Strafe. König Ewald jedoch teilt ihr mit, dass sie als Betrügerin über sich selbst gerichtet habe. Er nutzt den zweiten der drei Blutstropfen dazu, Aurinias Mutter, die Königin, sowie den Soldaten herbeizuwünschen, die Liesas Intrigen bestätigen.
Als diese fliehen will, hält Falada sie so lange fest, bis sie den letzten Blutstropfen hergibt, um ihm das Leben wiederzugeben. Die ganze Hochzeitsgesellschaft zieht auf die Gänsewiese zu Prinz Ivo und Prinzessin Aurinia. Vom Erzähler erfahren wir, dass Prinz Ivo König wird und König Ewald Aurinias Mutter, die Königin, zur Frau nimmt.

## Hintergrund

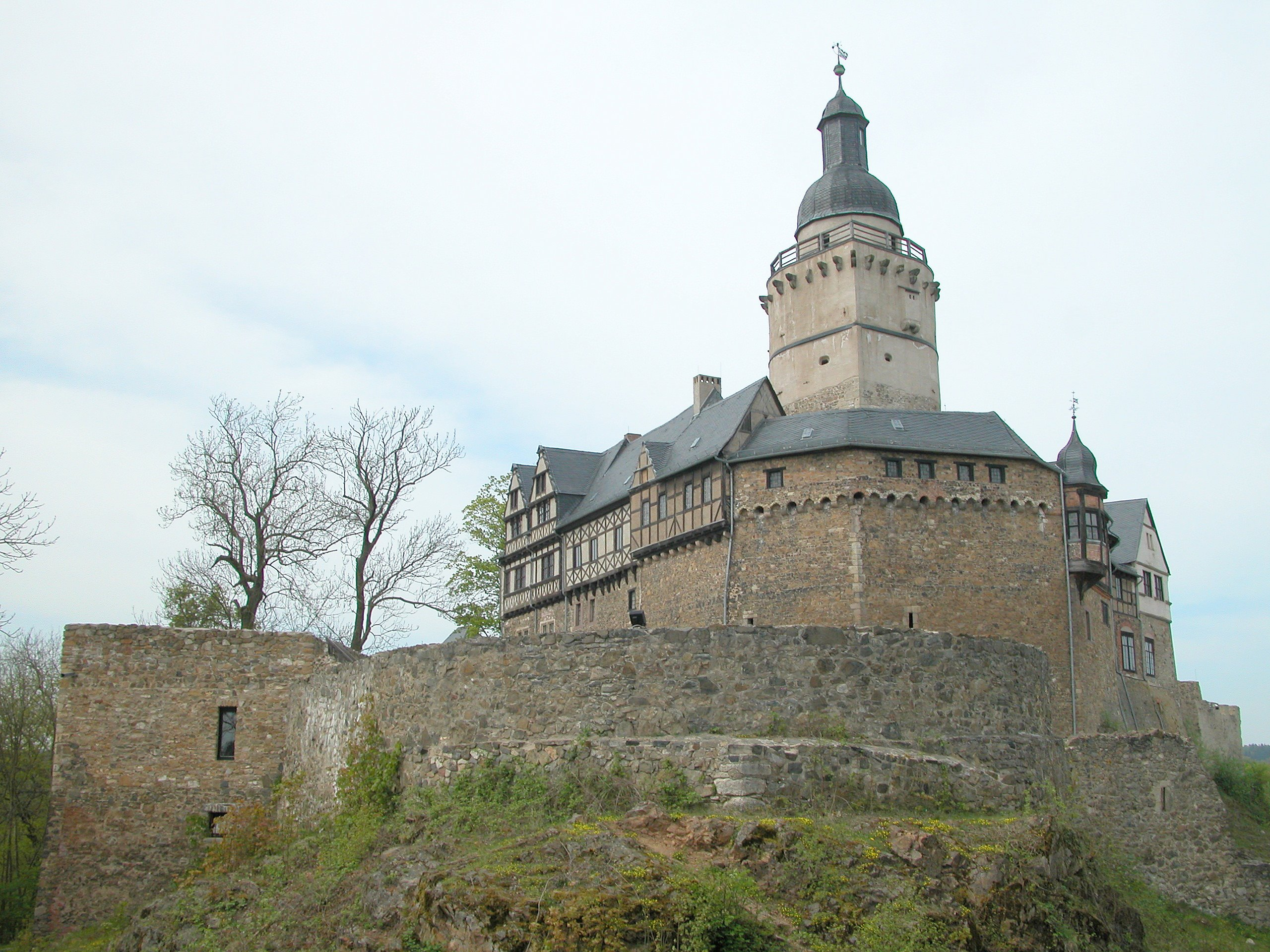
Burg Falkenstein, im Film das königliche Schloss

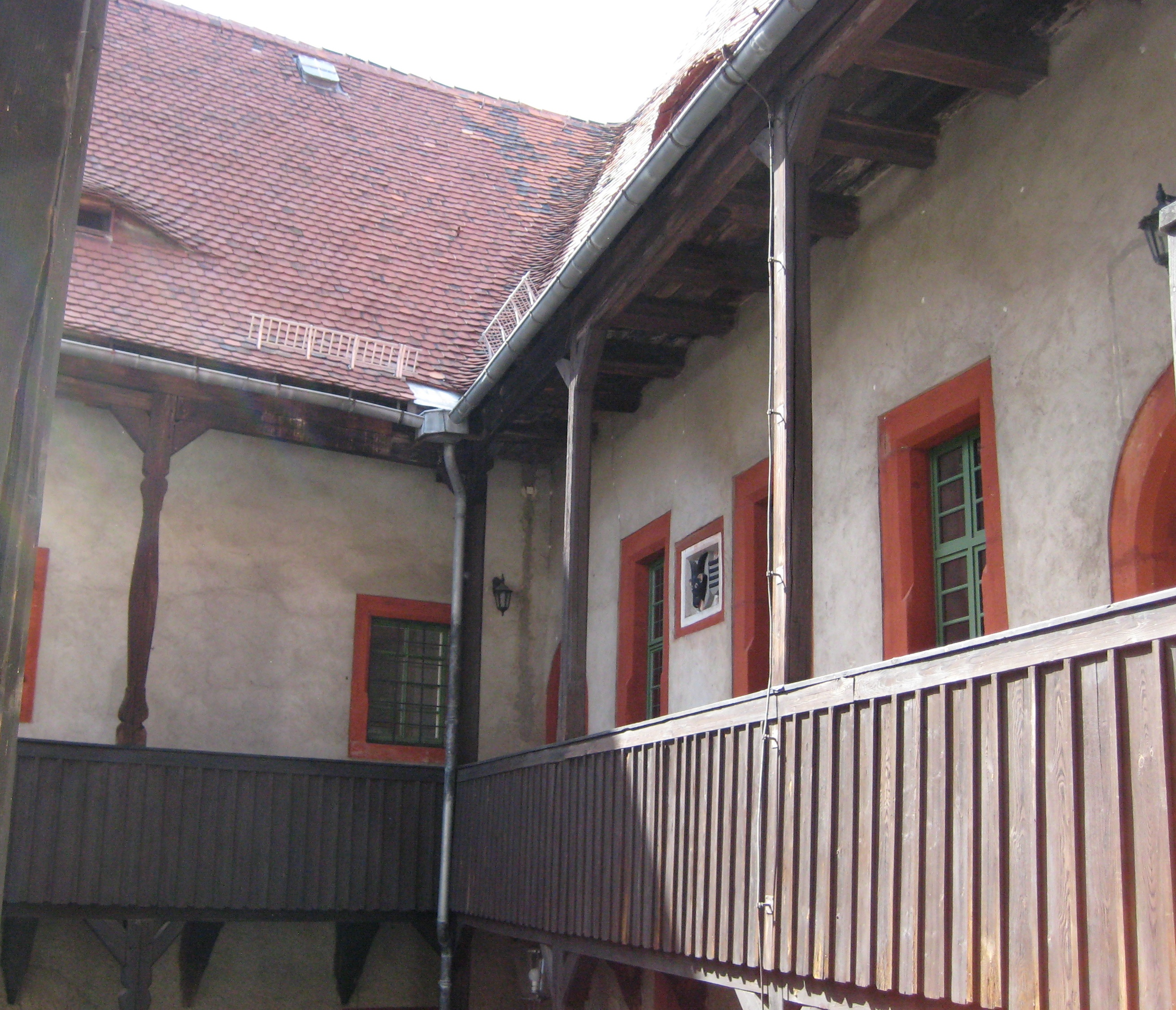
Laubengang im Burghof Schönfels

Der Film entstand nach dem Märchen Die Gänsemagd der Gebrüder Grimm. Zwar hält sich der Film eng an die literarische Vorlage, doch weicht das von Angelika Mihan geschriebene Szenarium in Details ab. Aurinia und Liesa wird bei ihrer Reise zum Schloss König Ewalds so ein alter Soldat zur Seite gestellt, der über Krieg und Frieden sinniert. Aus der einfachen Magd des Märchens wird in der Verfilmung eine Prinzessin, deren Machtanspruch so nachvollziehbarer präsentiert wird.
Die Dreharbeiten fanden auf Burg Falkenstein in Sachsen-Anhalt statt. Die Innenszenen im Schloss wurden auf Burg Schönfels bei Zwickau gedreht. Zudem entstanden einige Szenen im DEFA-Atelier in Babelsberg. Die Premiere des Films war am 29. Januar 1989 im Berliner Colosseum. Im Februar 2002 wurde der Film von Icestorm Entertainment auf DVD veröffentlicht.
Die Musik steuerte u. a. die Mittelalter-Formation Tippelklimper bei, deren damalige Mitglieder später bei den Bands Inchtabokatables und Corvus Corax mitwirkten.
Die Geschichte von der Gänseprinzessin und ihrem treuen Pferd Falada war der letzte Spielfilm des Regisseurs Konrad Petzold. Es war zudem das Filmdebüt von Alexander Höchst, der Prinz Ivo spielte. Neben 65 Gänsen spielte im Film auch der 14 Jahre alte weiße Hengst „Sturmball“ mit, der hier das Pferd Falada darstellte und zuvor bereits in zahlreichen DEFA-Produktionen mitgewirkt hatte.

## Kritiken
„Das bekannte Grimmsche Märchen in einer auf das Verständnis heutiger Kinder zugeschnittenen und erweiterten Fassung, die die Grausamkeit der Vorlage zugunsten einer menschenfreundlicheren Interpretation aufgibt und Strafe und Gewalt nicht als Lösungsmodell anbietet. Sein ernsthaftes Bemühen, dem jungen Publikum kindgerechte Gedanken über Krieg und Frieden nahezubringen, macht den sorgfältig inszenierten und glaubwürdig gespielten Film bemerkenswert.“

Andere Kritiker bezeichneten den Film als „schönen und harmonischen Märchenfilm“, meinten jedoch, dass „ein wenig mehr Tempo bei all der Vorliebe zum konventionellen Inszenierungsstil“ dem Film gutgetan hätte.